# Riyal qatariota
Il riyal o rial (arabo: ريال, codice ISO 4217: QAR) è la valuta del Qatar. Il rial è diviso in 100 dirham (درهم) ed è abbreviato sia QR, sia ر.ق.

## Storia
Fino al 1966 il Qatar usò come valuta la rupia indiana sotto forma di rupia del Golfo. Quando l'India svalutò la rupia nel 1966, il Qatar, come altri stati che usavano la rupia del Golfo, scelse di introdurre una propria valuta.
Dapprima adottò brevemente il rial saudita, poi introdusse il riyal di Qatar e Dubai, in seguito alla sottoscrizione dell'Accordo Valutario tra Qatar e Dubai il 21 marzo 1966. Il rial saudita era valutato 1,065 rupie del Golfo, mentre il rial di Qatar e Dubai aveva lo stesso valore della rupia del Golfo prima della sua svalutazione.
In seguito all'ingresso di Dubai negli Emirati Arabi Uniti, il Qatar iniziò a emettere il proprio riyal separatamente da Dubai dal 19 maggio 1973. Le vecchie banconote continuarono a circolare in parallelo per un periodo di 90 giorni, al termine del quale vennero ritirate.

## Monete
Nel 1966 furono introdotte monete a nome di Qatar e Dubai da 1, 5, 10, 25 e 50 dirham. Nel 1973 fu introdotta una nuova serie di monete con le stesse caratteristiche di misure e composizione come quelle precedenti ma a nome del solo Qatar. Ad oggi circolano solamente le monete da 25 e 50 dirham.
| Immagine                  | Immagine                | Valore                  | Parametri tecnici       | Parametri tecnici       | Parametri tecnici       | Descrizione             | Descrizione | Descrizione             | Data di                 | Data di                 |
| Dritto                    | Rovescio                | Valore                  | Diametro                | Massa                   | Composizione            | Bordo                   | Dritto | Rovescio                | prima coniazione        | ultima coniazione       |
| Prima serie (1973-1998)   | Prima serie (1973-1998) | Prima serie (1973-1998) | Prima serie (1973-1998) | Prima serie (1973-1998) | Prima serie (1973-1998) | Prima serie (1973-1998) | Prima serie (1973-1998) | Prima serie (1973-1998) | Prima serie (1973-1998) | Prima serie (1973-1998) |
| ------------------------- | ----------------------- | ----------------------- | ----------------------- | ----------------------- | ----------------------- | ----------------------- | --- | ----------------------- | ----------------------- | ----------------------- |
|                           |                         | 1 dirham                | 15 mm                   | 1,5 g                   | Bronzo                  | Liscio                  | Date in alto. Stemma del Qatar composto da due scimitarre incrociate e, tra di loro, un dau che naviga sulle onde accanto a un'isola con due palme | Indicazione del valore  | 1972                    | 1973                    |
|                           |                         | 5 dirham                | 22 mm                   | 3,75 g                  | Bronzo                  | Liscio                  | Date in alto. Stemma del Qatar composto da due scimitarre incrociate e, tra di loro, un dau che naviga sulle onde accanto a un'isola con due palme | Indicazione del valore  | 1973                    | 1978                    |
|                           |                         | 10 dirham               | 27 mm                   | 7,5 g                   | Bronzo                  | Liscio                  | Date in alto. Stemma del Qatar composto da due scimitarre incrociate e, tra di loro, un dau che naviga sulle onde accanto a un'isola con due palme | Indicazione del valore  | 1972                    | 1973                    |
|                           |                         | 25 dirham               | 20 mm                   | 3,5 g                   | Cupronichel             | Zigrinato               | Date in alto. Stemma del Qatar composto da due scimitarre incrociate e, tra di loro, un dau che naviga sulle onde accanto a un'isola con due palme | Indicazione del valore  | 1973                    | 1998                    |
|                           |                         | 50 dirham               | 25 mm                   | 6,5 g                   | Cupronichel             | Zigrinato               | Date in alto. Stemma del Qatar composto da due scimitarre incrociate e, tra di loro, un dau che naviga sulle onde accanto a un'isola con due palme | Indicazione del valore  | 1973                    | 1998                    |
| Seconda serie (1998-2003) |                         |                         |                         |                         |                         |                         | |                         |                         |                         |
|                           |                         | 25 dirham               | 19 mm                   | 3,5 g                   | Cupronichel             | Zigrinato               | Date in alto. Stemma del Qatar composto da due scimitarre incrociate e, tra di loro, un dau che naviga sulle onde accanto a un'isola con due palme | Indicazione del valore  | 2000                    | 2003                    |
|                           |                         | 50 dirham               | 25 mm                   | 6,5 g                   | Cupronichel             | Zigrinato               | Date in alto. Stemma del Qatar composto da due scimitarre incrociate e, tra di loro, un dau che naviga sulle onde accanto a un'isola con due palme | Indicazione del valore  | 2000                    | 2003                    |
| Terza serie (2006-2012)   |                         |                         |                         |                         |                         |                         | |                         |                         |                         |
|                           |                         | 1 dirham                | 15 mm                   | 1,5 g                   | Acciaio ramato          | Liscio                  | Date in alto. Stemma del Qatar composto da due scimitarre incrociate e, tra di loro, un dau che naviga sulle onde accanto a un'isola con due palme | Indicazione del valore  | 2008                    | 2012                    |
|                           |                         | 5 dirham                | 21,9 mm                 | 3,8 g                   | Bronzo                  | Liscio                  | Date in alto. Stemma del Qatar composto da due scimitarre incrociate e, tra di loro, un dau che naviga sulle onde accanto a un'isola con due palme | Indicazione del valore  | 2006                    | 2006                    |
|                           |                         | 5 dirham                | 22 mm                   | 3,8 g                   | Acciaio ramato          | Liscio                  | Date in alto. Stemma del Qatar composto da due scimitarre incrociate e, tra di loro, un dau che naviga sulle onde accanto a un'isola con due palme | Indicazione del valore  | 2012                    | 2012                    |
|                           |                         | 10 dirham               | 26,91 mm                | 7,5 g                   | Bronzo                  | Liscio                  | Date in alto. Stemma del Qatar composto da due scimitarre incrociate e, tra di loro, un dau che naviga sulle onde accanto a un'isola con due palme | Indicazione del valore  | 2006                    | 2006                    |
|                           |                         | 10 dirham               | 27 mm                   | 7,6 g                   | Acciaio ramato          | Liscio                  | Date in alto. Stemma del Qatar composto da due scimitarre incrociate e, tra di loro, un dau che naviga sulle onde accanto a un'isola con due palme | Indicazione del valore  | 2012                    | 2012                    |
|                           |                         | 25 dirham               | 19,4 mm                 | 3,5 g                   | Cupronichel             | Zigrinato               | Date in alto. Stemma del Qatar composto da due scimitarre incrociate e, tra di loro, un dau che naviga sulle onde accanto a un'isola con due palme | Indicazione del valore  | 2006                    | 2008                    |
|                           |                         | 25 dirham               | 20 mm                   | 3,1 g                   | Cupronichel             | Zigrinato               | Date in alto. Stemma del Qatar composto da due scimitarre incrociate e, tra di loro, un dau che naviga sulle onde accanto a un'isola con due palme | Indicazione del valore  | 2008                    | 2012                    |
|                           |                         | 50 dirham               | 24 mm                   | 6,5 g                   | Cupronichel             | Zigrinato               | Date in alto. Stemma del Qatar composto da due scimitarre incrociate e, tra di loro, un dau che naviga sulle onde accanto a un'isola con due palme | Indicazione del valore  | 2006                    | 2008                    |
|                           |                         | 50 dirham               | 25 mm                   | 6,5 g                   | Acciaio cupronichelato  | Zigrinato               | Date in alto. Stemma del Qatar composto da due scimitarre incrociate e, tra di loro, un dau che naviga sulle onde accanto a un'isola con due palme | Indicazione del valore  | 2008                    | 2012                    |
| Quarta serie (2016-)      |                         |                         |                         |                         |                         |                         | |                         |                         |                         |
|                           |                         | 1 dirham                | 15 mm                   | 1,4 g                   | Acciaio ramato          | Liscio                  | Date in alto. Stemma del Qatar composto da due scimitarre incrociate e, tra di loro, un dau che naviga sulle onde accanto a un'isola con due palme | Indicazione del valore  | 2016                    | 2016                    |
|                           |                         | 5 dirham                | 22 mm                   | 3,3 g                   | Acciaio ramato          | Liscio                  | Date in alto. Stemma del Qatar composto da due scimitarre incrociate e, tra di loro, un dau che naviga sulle onde accanto a un'isola con due palme | Indicazione del valore  | 2016                    | 2016                    |
|                           |                         | 10 dirham               | 27 mm                   | 7,6 g                   | Acciaio ramato          | Liscio                  | Date in alto. Stemma del Qatar composto da due scimitarre incrociate e, tra di loro, un dau che naviga sulle onde accanto a un'isola con due palme | Indicazione del valore  | 2016                    | 2016                    |
|                           |                         | 25 dirham               | 20 mm                   | 3,2 g                   | Acciaio nichelato       | Zigrinato               | Date in alto. Stemma del Qatar composto da due scimitarre incrociate e, tra di loro, un dau che naviga sulle onde accanto a un'isola con due palme | Indicazione del valore  | 2016                    | 2020                    |
|                           |                         | 50 dirham               | 25 mm                   | 5,8 g                   | Acciaio nichelato       | Zigrinato               | Date in alto. Stemma del Qatar composto da due scimitarre incrociate e, tra di loro, un dau che naviga sulle onde accanto a un'isola con due palme | Indicazione del valore  | 2016                    | 2020                    |

## Banconote
Il 18 settembre 1966 il Qatar and Dubai Currency Board introdusse le banconote da 1, 5, 10, 25, 50 e 100 riyal che furono sostituite il 19 maggio 1973 da banconote della Qatar Monetary Agency con tagli da 1, 5, 10, 50, 100 e 500 riyal; una banconota da 50 riyal venne emessa nel 1976. 
La Banca centrale del Qatar venne fondata dal decreto n. 15 il 5 agosto 1973. Tutte le monete e banconote emesse dalla Qatar Monetary Agency divennero proprietà della banca ma continuarono a circolare per diversi anni.
Il 13 dicembre 2020 la Banca centrale del Qatar ha messo in circolazione la sua quinta serie di banconote, incluso il taglio da 200 riyal. Il dritto delle banconote condivide un disegno comune basato su motivi geometrici tradizionali, la bandiera del Qatar, fiori qatarioti e un ponte rappresentativo dell'architettura storica del paese.
In occasione del Campionato mondiale di calcio 2022 è stata emessa una banconota commemorativa da 22 riyal.
| Immagine                         | Immagine                | Valore                  | Colore principale                     | Descrizione | Descrizione | Data di                 | Data di                 |
| Dritto                           | Rovescio                | Valore                  | Colore principale                     | Dritto | Rovescio | Emissione               | Ritiro                  |
| Prima serie (1973-1976)          | Prima serie (1973-1976) | Prima serie (1973-1976) | Prima serie (1973-1976)               | Prima serie (1973-1976) | Prima serie (1973-1976) | Prima serie (1973-1976) | Prima serie (1973-1976) |
| -------------------------------- | ----------------------- | ----------------------- | ------------------------------------- | --- | --- | ----------------------- | ----------------------- |
|                                  |                         | 1 riyal                 | Rosso                                 | Stemma del Qatar | Porto di Doha | 19 maggio 1973          | sconosciuta             |
|                                  |                         | 5 riyal                 | Marrone e porpora                     | Stemma del Qatar | Museo nazionale | 19 maggio 1973          | sconosciuta             |
|                                  |                         | 10 riyal                | Verde                                 | Stemma del Qatar | Palazzo del Qatar Monetary Agency | 19 maggio 1973          | sconosciuta             |
|                                  |                         | 50 riyal                | Blu                                   | Stemma del Qatar | Piattaforma petrolifera | 1976                    | sconosciuta             |
|                                  |                         | 100 riyal               | Verde oliva                           | Stemma del Qatar | Ministero delle Finanze | 19 maggio 1973          | sconosciuta             |
|                                  |                         | 500 riyal               | Verde oliva                           | Stemma del Qatar | Moschea degli Sceicchi | 19 maggio 1973          | sconosciuta             |
| Seconda serie (1981)             |                         |                         |                                       | | |                         |                         |
|                                  |                         | 1 riyal                 | Marrone                               | Stemma del Qatar | Doha | 7 luglio 1981           | sconosciuta             |
|                                  |                         | 5 riyal                 | Porpora, rosso, verde e blu           | Stemma del Qatar | Pecore | 7 luglio 1981           | sconosciuta             |
|                                  |                         | 10 riyal                | Verde e giallo                        | Stemma del Qatar | Museo nazionale | 7 luglio 1981           | sconosciuta             |
|                                  |                         | 50 riyal                | Blu                                   | Stemma del Qatar | Altoforno in una fabbrica siderurgica | 7 luglio 1981           | sconosciuta             |
|                                  |                         | 100 riyal               | Verde oliva                           | Stemma del Qatar | Palazzo della Banca centrale del Qatar | 7 luglio 1981           | sconosciuta             |
|                                  |                         | 500 riyal               | Verde e blu                           | Stemma del Qatar | Piattaforma petrolifera | 7 luglio 1981           | sconosciuta             |
| Terza serie (1996)               |                         |                         |                                       | | |                         |                         |
|                                  |                         | 1 riyal                 | Marrone                               | Stemma del Qatar | Dau, Ministero delle Finanze, palazzo dell'emiro | 22 giugno 1996          | sconosciuta             |
|                                  |                         | 5 riyal                 | Porpora, rosso, verde e blu           | Stemma del Qatar | Pecore | 22 giugno 1996          | sconosciuta             |
|                                  |                         | 10 riyal                | Verde e giallo                        | Stemma del Qatar | Museo nazionale | 22 giugno 1996          | sconosciuta             |
|                                  |                         | 50 riyal                | Blu                                   | Stemma del Qatar | Altoforno in una fabbrica siderurgica | 22 giugno 1996          | sconosciuta             |
|                                  |                         | 100 riyal               | Verde oliva                           | Stemma del Qatar | Palazzo della Banca centrale del Qatar | 22 giugno 1996          | sconosciuta             |
|                                  |                         | 500 riyal               | Verde e blu                           | Stemma del Qatar | Piattaforma petrolifera | 22 giugno 1996          | sconosciuta             |
| Quarta serie (2003)              |                         |                         |                                       | | |                         |                         |
|                                  |                         | 1 riyal                 | Grigio e blu                          | Stemma del Qatar | Uccelli autoctoni (gruccione comune, cappellaccia, fratino eurasiatico) | 15 giugno 2003          | 1º luglio 2021          |
|                                  |                         | 5 riyal                 | Verde                                 | Stemma del Qatar | Museo nazionale del Qatar, cammello, orici | 15 giugno 2003          | 1º luglio 2021          |
|                                  |                         | 10 riyal                | Arancio                               | Stemma del Qatar | Dau, dune di sabbia | 15 giugno 2003          | 1º luglio 2021          |
|                                  |                         | 50 riyal                | Rosa                                  | Stemma del Qatar | Pearl Monument, vista dell'edificio della Banca centrale del Qatar | 15 giugno 2003          | 1º luglio 2021          |
|                                  |                         | 100 riyal               | Verde e oro                           | Stemma del Qatar | Old Mosque, Al-Shaqab Institute | 15 giugno 2003          | 15 giugno 2009          |
|                                  |                         | 500 riyal               | Blu                                   | Stemma del Qatar | Falco, vista dell'Amiri Diwan | 15 giugno 2003          | 15 giugno 2009          |
| Quarta serie rivista (2007-2008) |                         |                         |                                       | | |                         |                         |
|                                  |                         | 1 riyal                 | Grigio e blu                          | Stemma del Qatar | Uccelli autoctoni (gruccione comune, cappellaccia, fratino eurasiatico) | 15 settembre 2008       | 1º luglio 2021          |
|                                  |                         | 5 riyal                 | Verde                                 | Stemma del Qatar | Museo nazionale del Qatar, cammello, orici | 15 settembre 2008       | 1º luglio 2021          |
|                                  |                         | 10 riyal                | Arancio                               | Stemma del Qatar | Dau, dune di sabbia | 15 settembre 2008       | 1º luglio 2021          |
|                                  |                         | 50 riyal                | Rosa                                  | Stemma del Qatar | Pearl Monument, vista dell'edificio della Banca centrale del Qatar | 15 settembre 2008       | 1º luglio 2021          |
|                                  |                         | 100 riyal               | Verde e oro                           | Stemma del Qatar | Old Mosque, Al-Shaqab Institute | 26 settembre 2007       | 1º luglio 2021          |
|                                  |                         | 500 riyal               | Blu                                   | Stemma del Qatar | Falco, vista dell'Amiri Diwan | 26 settembre 2007       | 1º luglio 2021          |
| Quinta serie (2020)              |                         |                         |                                       | | |                         |                         |
|                                  |                         | 1 riyal                 | Verde                                 | Bandiera del Qatar, fiori qatarioti, ponte rappresentativo dell'architettura storica del paese                                                | Dau, Pearl Monument | 18 dicembre 2020        | in corso                |
|                                  |                         | 5 riyal                 | Marrone                               | Bandiera del Qatar, fiori qatarioti, ponte rappresentativo dell'architettura storica del paese                                                | Scena tradizionale del deserto con fauna (cavalli arabi, cammello, orici), flora (limonio) e tenda beduina                                                                              | 18 dicembre 2020        | in corso                |
|                                  |                         | 10 riyal                | Blu                                   | Bandiera del Qatar, fiori qatarioti, ponte rappresentativo dell'architettura storica del paese                                                | Stadio di Lusail, Torch Tower (Aspire Zone), Sidra Medicine, Education City (Qatar Foundation)                                                                                          | 18 dicembre 2020        | in corso                |
|                                  |                         | 50 riyal                | Rosso                                 | Bandiera del Qatar, fiori qatarioti, ponte rappresentativo dell'architettura storica del paese                                                | Edificio della Banca centrale del Qatar, edificio del Ministero delle Finanze | 18 dicembre 2020        | in corso                |
|                                  |                         | 100 riyal               | Ciano                                 | Bandiera del Qatar, fiori qatarioti, ponte rappresentativo dell'architettura storica del paese                                                | Abu Al Qubaib Mosque | 18 dicembre 2020        | in corso                |
|                                  |                         | 200 riyal               | Arancio                               | Bandiera del Qatar, fiori qatarioti, ponte rappresentativo dell'architettura storica del paese                                                | Palazzo dello sceicco Abdullah bin Jassim al-Thani, Museo nazionale del Qatar, Museo d'arte islamica                                                                                    | 18 dicembre 2020        | in corso                |
|                                  |                         | 500 riyal               | Viola                                 | Bandiera del Qatar, fiori qatarioti, ponte rappresentativo dell'architettura storica del paese                                                | Raffineria di GNL della Ras Laffan, nave metaniera | 18 dicembre 2020        | in corso                |
| Emissione commemorativa (2022)   |                         |                         |                                       | | |                         |                         |
|                                  |                         | 22 riyal                | Marrone verde, blu, arancio e porpora | Trofeo Coppa del Mondo FIFA, stemma del Qatar, logo del campionato mondiale di calcio 2022, stadio Lusail con lo skyline di Doha sullo sfondo | Stadio Al-Bayt con il Forte Al Zubara e una barca batil sullo sfondo, logo del campionato mondiale di calcio 2022, Trofeo Coppa del Mondo FIFA, immagine della Terra vista dallo spazio | 9 novembre 2022         | in corso                |

## Tasso fisso di cambio
Il riyal qatariota è agganciato al dollaro al cambio fisso di 1 USD = 3,64 QR. Questo cambio è stato sancito dal decreto reale n. 34 del 2001, sottoscritto da Hamad bin Khalifa Al Thani, Emiro del Qatar, il 9 luglio 2001.
L'articolo 1 stabilisce che il tasso di cambio del riyal qatariota deve essere ancorato al dollaro statunitense a 3,64 QR e stabilisce limiti superiori e inferiori di 3,6415 QR e 3,6385 QR per l'acquisto e la vendita di dollari da parte della Banca centrale del Qatar con banche operanti nel paese. L'articolo 2 conferisce alla Banca centrale del Qatar l'autorità di determinare il volume e il momento della vendita di dollari statunitensi e le relative condizioni di tali vendite e pagamenti. L'articolo 3 annulla il precedente decreto reale n. 60 del 1975, con il quale il riyal era ufficialmente ancorato ai diritti speciali di prelievo del FMI.

### Effetti della crisi diplomatica del 2017
In risposta alla crisi diplomatica del Qatar, le banche dei paesi che bloccavanto il Qatar hanno dovuto interrompere le negoziazioni con le banche qatariote. Ciò ha portato a un calo della liquidità offshore e all'allontanamento dal cambio fisso al di fuori del Qatar, arrivando a QR 3,81 per un dollaro a fine giugno 2017, situazione che si è protratta fino a dicembre 2017.
Ciò ha portato anche a interrompere la negoziazione di banconote qatariote al di fuori del Qatar da parte di acune banche in alcuni paesi, come il Regno Unito.
All'interno del paese, comunque, la Banca centrale del Qatar ha continuato a compravendere dollari al cambio fisso.